# Wackenstedt
Wackenstedt ist eine Wüstung im heutigen Stadtgebiet von Hildesheim in Niedersachsen.
Das Dorf war bei der Gründung Hildesheims schon vorhanden. Zuerst im Jahr 1140 wird es als „noch bewohnt“ urkundlich erwähnt. 1437 wird Wackenstedt in einem Verzeichnis der Güter des Moritzstiftes letztmals erwähnt, demnach bestand es zu diesem Zeitpunkt aus zwei Höfen und drei Hufen. Um 1440 wurde es verlassen. Der Wackenstedter Kirchhof wurde später als „Kirchhofsländerei“ bezeichnet, diese wiederum ist im Achtumer Feld in der Nähe des Sauteiches an der Einumer Straße zu verorten. Obwohl der Ort zur Losebecker Villikation, also zur Dompropstei gehört hatte, zog nach seinem Untergang die Nutzungsrechte an seiner 1665 Morgen umfassenden Flur die Hildesheimer Altstadt an sich. Erst im Zuge einer Flurbereinigung wurde diese aber dem Stadtgebiet – der inzwischen vereinigten Stadt – einverleibt und somit der Polizeigewalt des Magistrats unterstellt.
Im Hildesheimer Ortsteil Bavenstedt erinnern an Wackenstedt die durch seine ehemalige Flur verlaufende, bereits im Hildesheimer Adressbuch von 1901 als „Wackenstedter Feld“ erwähnte und 1921 umbenannte Wackenstedter Straße sowie das „Gewerbegebiet Wackenstedt“ nahe der A 7. In der Wackenstedter Straße, in der 1929 die evangelische St.-Martins-Kapelle erbaut wurde, wohnten 2001 in 27 Häusern 99 Menschen.